# Hugo du Perche
Hugo du Perche (zm. ok. 1000) – możny francuski, syn Fulka, hrabiego Perche, i Melisandy, córki Rotrou I de Nogent. Przodek dynastii Plantagenetów.
Jego żoną była Beatrycze de Mâcon, wdowa po Godfrydzie I, hrabim Gâtinais. Z tego małżeństwa Hugo doczekał się dwóch synów:
- Godfryd II Ferréol (zm. 30 kwietnia 1043/1045), hrabia Gâtinais
- Liétaud (zm. 1050), pan de Yèvres od 1028 do 1050 r.

Imię Hugona pojawia się w dokumencie wystawionym przez Fulka, biskupa Paryża 26 maja 1028 r., w którym pojawiają się Godfryd i Liétaud, wymienieni jako dziedzice swojego przyrodniego brata Aubriego, hrabiego Gâtinais. Bracia zostali tam nazwani synami Hugona.